# 아지발도
아지발도(阿只抜都, 또는 阿其拔都, ? ~ 1380년)는 고려 우왕(禑王) 6년(1380년) 고려에 침입한 왜구(경신년 왜구)를 지휘했던 일본의 무장이다.
'아지발도'라는 이름은 본명이 아니고 고려측에서 부른 이름이며, 《용비어천가》에는 한글로 '아기바톨'이라고 표기되어 있다. ‘아지’는 한국어로 아기(어린아이)를 일컫는 말이고, ‘발도’는 몽골어로 용감무쌍(혹은 그러한 사람 즉 용사)하다는 의미의 '바토르'를 한자로 음차 표기한 것으로 한국어와 몽골어의 합성어로 보는 설이 유력하다. 아지발도와 관련한 남원 현지 전승에서는 '아이'의 전라도 방언인 '아구'(아그)를 써서 '아구바따'로 발음된다.
15세쯤으로 여겨지던 어린 장수였으며, 뛰어난 무용으로 고려군을 겁먹게 하였으나, 이성계와 이두란이 쏜 화살을 맞고 사망하였다.

## 개요
우왕 6년(1380년) 고려를 침공한 '경신년 왜구'의 지휘관이었다는 것 이외에 아지발도가 어떤 인물이었는지에 대해서는 자료가 남아 있지 않다. 아지발도라는 이름마저 그의 본명이 아니며, 아지발도라 불린 지휘관의 지배를 받는 왜구 군세와 교전했던 고려군이 부른 타칭만이 기록되어 전해지고 있다. 
황산 전투의 승리 이후 왜구에 포로로 잡혀 있다가 구출된 고려인의 증언이 《고려사》(高麗史) 변안열열전에 실려 있다. 증언에 따르면 아지발도는 섬(일본)에 있으면서 출정하려 하지 않았는데, 왜구들이 그의 무용(武勇)에 탄복해 지휘관으로 와 달라고 극구 간청하여 고려로 와 왜구를 지휘하게 되었던 것이라 적고 있다. 동시에 왜구의 무장들은 그를 보러 올 때마다 반드시 달려와 무릎을 꿇어 예를 갖추었으며, 부대 지휘의 전권이 그에게 있었던 점 등으로 볼 때 신분이 높은 인물이었음을 짐작할 수 있다. 
아울러 그의 무용에 대해 《고려사》 및 《고려사절요》(高麗史節要)에 기록된 바에 따르면 "나이 겨우 십오륙 세 되는 적장 하나가 있었는데 용모가 수려하고 용맹스럽기가 비할 데 없었다. 백마를 타고 창을 휘두르면서 돌진해 오니, 그가 향하는 곳마다 (아군은) 쓰러져 감당하지 못했는데 아군이 '아기바톨'이라 부르며 다투어 피했다"고 되어 있다. 한편으로 아지발도 자신이 고려군에 이성계 등의 증원군이 가담한 것을 보고 "이번 군세는 지난번의 군진과는 다르니 조심해야 한다"고 평가했다는 언급도 있다.
《고려사》와 《고려사절요》에 따르면 고려 우왕 6년(1380년) 5백여 척 군세를 갖춘 왜구 선단은 진포(鎭浦, 충청남도 서천 및 전라북도 군산 앞바다)에 상륙하여 인근 지역을 공격하기 시작했다. 이들이 타고 온 배는 진포에서 나세(羅世), 최무선(崔茂宣) 등이 이끄는 고려 수군의 화포(火砲) 공격에 모두 격침되었는데(진포 해전), 이때 살아남은 왜구는 옥주(沃州)로 달아나 이미 상륙했던 자들과 합세하였으며, 왜구는 이후 이산(利山) · 영동(永同)에 이어 황간(黃澗) · 어모(禦侮)를 공격해 불태우고 또한 중모(中牟) · 화령(化寧) · 공성(功城) · 청리(靑利) 등 고을을 침략, 상주(尙州)를 불태우고 이레를 머물면서 술판을 벌이고 다시 선주(善州)를 쳐서 불태우고 경산부(京山府)를 치며 남하해 갔다.
8월에는 함양(咸陽) 동쪽 사근역(沙斤驛, 사근내역)에서 고려군과 맞붙어 고려측 원수 박수경(朴修敬), 배언(裵彦) 및 고려군 5백 명이 전사하였다. 《신증동국여지승람》에는 이때 인근 냇물이 핏빛으로 붉게 물들어 인근 주민들이 그곳을 피내(血溪, 경남 함양군 수동면 죽산리에서 분덕 앞으로 흐르는 죽산천)라 불렀다고 한다. 9월에는 남원(南原)을 공격하다 실패하자 운봉의 인월역(引月驛)에 진을 치고 다시금 남원을 포위했다. 이때 아지발도는 "광주(光州)의 금성(金城)에서 말에게 물을 먹이고 북쪽으로 치고 올라가겠다"(《역대병요》)고까지 호언할 정도로 여전히 기세가 등등했다.
고려 조정은 이들을 토벌하는 임무를 맡을 인물로 이성계를 발탁해 양광·전라·경상도도순찰사(楊廣全羅慶尙道都巡察使)로 임명하고, 도체찰사(都體察使) 변안열 및 왕복명(王福命) · 우인열(禹仁烈) · 도길부(都吉敷) · 박임종(朴林宗) · 홍인계(洪仁桂) · 임성미(林成味) 그리고 이원계(李元桂)가 남원에 도착했다. 이성계는 하루 동안 말을 쉬게 한 뒤 곧장 다음날 동쪽으로 운봉(雲峯)을 넘어서 왜구의 진과 수십 리 떨어진 황산(荒山) 서북쪽 정산봉(鼎山峯)에 올랐다. 《고려사》는 이성계가 정산봉으로 가는 길 오른쪽의 험한 길을 보고 적이 분명히 이 길로 후방을 공격할 것이라며 그 길을 택해 진군하였는데, 날이 저물 무렵 왜구의 기병이 이성계의 군을 기습해 왔고 양측은 세 번을 충돌하였다고 적었다. 산에 웅거하며 농성에 들어간 왜구를 상대로 이성계는 군사들을 요해처에 배치, 왜구들을 도발해 전장으로 끌어냈으며, 전투는 혼전이 되었다.
기록에 따르면 전투 와중 이성계가 탄 말이 왜구의 화살에 맞아 쓰러지느라 말을 갈아 타야 했고, 이성계 자신도 날아온 화살에 왼편 다리가 맞았을 정도로 왜구의 저항은 매우 격렬하였다고 한다. 아지발도가 고려군 앞에 직접 등장해 전투를 벌인 것은 이때의 일이다.
당시 이성계는 아지발도의 용맹하고 날쌘 모습을 가상히 여겨 이지란에게 생포할 것을 명했지만, 이지란이 "생포하자면 반드시 사람이 다칠 것이다. 그 사람은 면상에까지 갑옷을 둘러서 활을 쏠 만한 틈도 없다"며 반대하였다. 이에 이성계는 "내가 그의 투구의 꼭지를 쏘아 투구가 떨어지거든 네가 곧 쏘아라."고 하고는 말을 달려나가며 쏘아 투구 꼭지를 맞혔다. 투구 끈이 끊어져 기울어지자 아지발도는 급히 바로 썼지만, 이성계가 다시 쏜 화살에 투구가 떨어지고, 뒤이어 이지란이 쏘아 죽였다.
대장을 잃은 왜구는 전의를 상실하고 흩어져 산 위로 달아났고, 고려군은 산으로 쫓아 올라가 왜구들을 공격해 격파하였다. 이때 강물이 피로 물들어 6, 7일이나 붉은 빛이 빠지지 않았다고 한다. 고려군이 전리품으로 얻은 것은 1,600필을 헤아리는 말이었으며, 고려군에게 대부분의 왜구 잔병이 죽임을 당하고 지리산(智異山)까지 달아난 왜구는 70명 남짓에 지나지 않았다(황산대첩).

## 피바위 전승과 지리산 산신
조선 중기 문인 장유(張維)의 문집 《계곡집》(谿谷集)이나 이수광의 《지봉유설》(芝峯類說)에는 운봉현 동쪽 10리 지점에 황산(荒山) 아래로 흐르는 시냇물 위에 있는 사방 몇 장이 되고 보랏빛으로 피가 스민 듯한 빛이 도는 큰 바위가, 당시 아지발도가 이성계의 화살에 맞고 흘린 피가 스며든 곳이었다는 전승을 전하고 있는데 지금의 남원시 인월면의 남천 강변에 남아있는 피바위가 그것이다. 피바위에 대해 남원 현지에서는 다음과 같은 전승이 전해진다.
왜구의 노략질이 잦아지자 우왕은 북쪽에서 국경을 방어하고 있던 이성계 장군을 정왜원수(征倭元帥)로 삼아 남원 운봉에 급파하였다. 나라의 명을 받은 이성계 장군은 활 잘 쏘는 병사 수백 명을 거느리고 남쪽으로 달려와서 운봉 황산에 진을 치고 왜병이 오기를 기다리고 있었다. 당시 아지발도가 16세의 어린 소년 대장으로 고려를 치러 가려는데, 이를 들은 아지발도의 누이가 간곡하게 말리며 "정 고려에 가거든 부디 황산(荒山)을 조심해야 한다. 그곳에서 너는 죽을 것이다"라고 하였는데, 아지발도는 누이의 말에 오히려 성을 내며 "장부가 출정하는데 누님은 그 무슨 요망한 언사요? 황산이고 뭐고 내가 가는 곳에 무슨 대적이 있겠소?"라며 누이를 죽이고 출정했다. 하지만 남해안으로 상륙해 마산, 진주 등의 평야로 진격하다가 하늘에 높이 솟은 지리산을 보고 산의 험준한 기운에 정신이 짓눌리는 느낌을 받은 아지발도는 마음 한켠에 꺼림칙하게 남아있던 "황산을 조심하라. 너는 그곳에서 죽는다"라던 누이의 말을 떠올리고 있었다. 행군하던 길에 어느 노파가 짤막한 쇠막대기를 짚고 걸어가고 있는 것을 본 아지발도는 나이 많은 현지 주민이니 지형, 지세, 지명에 대해 잘 알 것이라 생각하고 행군을 잠시 멈추고 "여보시오 할멈, 고려에 황산이란 산이 어디에 있소?"라고 물었는데, 노파는 아지발도를 흘낏 보더니 쇠막대기로 산천 왕산을 가리키며 대답했다. "저 산이 왕산이라는 말은 들었지만 이 쇠막대기가 이렇게 닳도록 팔도강산을 주름잡고 다녔어도 황산이 있다는 말은 오늘 들은 게 처음이요"라고 대답했다. 아지발도는 그 말을 듣고 오래 고민하던 수수께끼가 풀린 듯 속으로 쾌재를 부르며 군사들을 재촉하여 함양을 불사르고 팔량치를 넘어 운봉까지 진군했지만, 그곳이 황산일 줄은 미처 생각도 하지 못했다. 그리고 그곳에서 이지란이 쏜 화살에 투구를 맞고 "바람이 세기는 세구나"라고 자신도 모르게 입을 벌렸는데, 그 순간에 이성계의 화살에 입이 꿰뚫려 쓰러졌다. 그때 아지발도가 쏟아낸 피가 바위 위에 남아 후세에 피바위라는 이름으로 전해지게 되었다. 이때 아지발도가 만났던 노파 즉 노구는 사실은 지리산의 산신인 노고였다는 것이다.
지리산 산신인 노고는 도교와 습합하여 도고(道姑)라는 이름으로도 불렸다. 황산대첩의 현장으로 남원에서 운봉으로 넘어가는 고개인 여원치(女院峙)에 남아 있는 마애불에는 대한제국 광무 5년(1901년)에 운봉현감 박귀진(朴貴鎭)이 새긴 글이 남아 있는데, 여원치에는 원래 길 옆 바위면에 여자상을 새긴 조각이 있었으며, 박귀진은 "삼가 운봉지를 상고하니, 이르기를 옛날 홍무 19년 을미(1379년)에 우리 성조(聖祖, 이성계)께서 대장의 임명을 받들고 동쪽으로 갔을 때에 이 고개에 거의 올라왔을 즈음 도고가 나타나 대첩 일시를 고하여 알려주고 홀연히 사라져 보이지 아니하였다. 이것은 곧 산신의 현령임이 명확하도다. 그런 까닭에 도고의 모습을 영상으로 새기고 각을 지어 받들게 된 것이다."(謹考雲城誌 有曰 在昔洪武十五年乙未 我聖祖受鉞東往之時 登臨于此峙上 則有一道姑 告以大捷日時 因忽不見 此直山神之顯靈也明矣 所以有影其像而閣奉之)라고 해서 지리산 산신인 도고(노고)가 이성계의 황산에서의 승리를 도왔다는 현지 전승을 전하고 있다. 경상남도 산청군 시천면 중산리 천왕사(天王寺)에는 지리산의 산신을 새긴 지리산성모상(智異山聖母像)이 모셔져 있는데, 성모상의 귀와 손가락 끝은 없고 코는 옥석으로 만들어 붙인 것으로 고려 말기에 아지발도가 성모상의 귀를 떼어 가다가 피를 토하고 쓰러져 죽었다는 전승이 전해지고 있다. 성모상의 목에는 상처가 있는데 조선 초 김종직(金宗直)이 1472년 지리산을 유람하고 쓴 「유두류록」(遊頭流錄)에는 고려 말기 왜구가 (패전의 분풀이로) 성모상의 목을 칼로 쳤던 흔적이 남은 것이라고 전하고 있다. 지리산 산신은 황산대첩 3년 뒤인 1383년 관음포 전투를 앞두고 비가 쏟아지자 당시 해도원수(海道元帥) 정지(鄭地)가 지리산신사에 "나라의 존망이 이 한 번의 싸움에 달려 있으니 바라건대 저를 도와서 신(神)의 수치가 될 일을 만들지 마소서"라 고하며 날씨가 개기를 기원했을 정도로 현지에서 호국신으로써 숭앙받았다.

## 아지발도의 정체에 대해

이성계의 황산에서의 대첩을 기리기 위해 세웠던 황산대첩비의 탁본. 원본 비석은 일제강점기 말기에 일본에 의해 파괴되었다.

《고려사》 등 한국의 기록에 남아 있는 아지발도라는 이름은 고려인들이 지칭해 부른 타칭으로 본명이 아니며, 아지발도라 불린 왜구 수장이 누구였는지에 대해서는 한국과 일본 양국에 관련 기록이 전혀 남아 있지 않아 알 길이 없다. 
일본에서는 ‘아지발도’라는 왜구 무장의 정체에 대하여 전기 무라카미 수군(村上水軍)의 잔장(残将)이라고 보는 설이 있으며 일본의 소설가 가이온지 초고로(海音寺潮五郞)는 일본에서 상당히 지위가 높은 어느 다이묘의 후사가 아니겠느냐고 추측하여 말하였다. ‘아지발도’라는 이름을 두고 당시 규슈(九州)의 무사(武士)였던 아카보시 씨(赤星氏)나 아지히 씨(相知比氏)의 성을 가진 무장의 이름이 고려측에서 와전되어 기록된 것으로 보거나, 규슈(九州)의 수군(해적) 집단이었던 마쓰라토(松浦党) 소속일 것으로 추정하는 설이 나와 있다. 『니혼 신문』(日本新聞)의 편집국장 등을 지냈던 일본의 후지이 쇼지(藤井尚治, 1888-1951)가 1937년에 발행한 『국사이론기설신학설고』(国史異論奇説新学説考)에서는 아지발도를 ‘아키후토’(アキフト)로 읽어서 '상인'(商人)이라는 일본어를 의미한다, 라는 설을 제창하기도 하였다. 다만 이에 대해서는 그의 일본 이름이 아니라 단순히 '아지발도' 혹은 '아기발도'라는 한국의 한자 표기를 일본 음으로 읽은 데 불과하다는 지적도 있다. 
한국측 기록에서 고려(조선) 사람으로 왜구에 붙거나 혹은 왜구인 척 가장하여 약탈을 자행했다는 '가왜'(假倭) 혹은 '부왜인'(附倭人)의 존재에 대한 언급에 주목하여, 왜구의 종족 구성이 일본인으로만 이루어진 것이 아니라 중국인, 몽골인, 고려인, 류큐인 등 다양한 종족으로 이루어진 집단이었다는 견지에서 아지발도 또한 몽골 계통의 탐라(제주도)인이거나 고려인, 류큐인으로써 왜구 집단을 거느렸던 수장이라고 주장하는 설도 제기되기도 했다. 일본의 사학자 다나카 다케오(田中健夫)는 《고려사》에서 고려군이 황산 전투 이후 수천 필의 말을 얻었다는 기록에 대해 당시 규슈의 무사들은 다량의 마필을 확보하지도 못했고 15세기 견명선도 조공품으로 보내던 말이 3, 4마리 정도에 많으면 20필 정도로 말의 대량 해상 수송이 곤란해 말 대신 황금 술병을 보낼 정도였다며 왜구 집단이 지니고 있었다는 1천 필이 넘는 말은 해상 수송이 아니라 현지 조달에 의해서일 것이고, 이는 왜구가 당시 말과 소의 밀도살을 전업으로 삼던 고려인 화척과 연합한 증거라고 주장하였다. 다카하시 고메이도 기마대를 구성할 수 있을 정도의 말은 당시 원의 국영 목장이 설치되어 있었던 제주도 외에서는 공급할 수 없었을 것이며 아지발도가 일본인이 아닌 고려인, 정확하게는 제주도 출신일 가능성도 있다고 주장하였다.
여기에 대해 한국의 이영은 고려 왕조의 마정(馬政)에서 목장은 내륙뿐 아니라 도서 지역 및 농업에 적절하지 않으면서 관리나 수송이 편리한 연해 곶 지방에도 많이 설치되어 있었으며 이들 도서 및 연안 지역(주로 경상 전라 일대)이 왜구의 주요 약탈 대상이 되어 있었던 점을 들어 섬이나 곶을 침공한 왜구들이 고려 목장으로부터 이들 마필을 약탈하였을 가능성을 제시하고, 그것을 암시하는 정황 증거로써 《고려사》 권제134 열전제47 신우(우왕) 5년(1379) 10월 무진조에 실린 명덕태후가 명에 우왕의 책봉을 요청하기 위해 보낸 표문에 "본국의 토종말은 당나귀와 같아서 좋은 것을 구하기가 어렵고, 호마(胡馬)는 백에 한두 마리일 뿐이니, 이 역시 중국에서도 잘 알고 있습니다. 그나마도 근래 왜구의 침입으로 인해 거의 다 없어졌습니다."라는 구절과 같은 책 권112 열전제25 류숙전 부(附) 류실전에 "왜구가 또 낭산현(郞山縣)과 풍제현(豊堤縣) 등을 침략하자 류실이 원수(元帥) 류영(柳濚)과 함께 힘써 싸워 30여 인을 쏘아 죽이고 약탈당한 소와 말 200여 마리를 빼앗아 그 주인에게 돌려 주었다."라는 구절을 제시하였다. 아울러 왜구들이 지니고 있던 말들이 일본에서 수송되었을 가능성에 대해서도 쓰시마 섬이 예로부터 명마의 산지로 신사에 공급할 말을 바치기도 한 데다, 해적으로 유명한 오자카시마 니시우라베(西浦部) 아오카타 촌(靑方村)의 영주 아오카타 씨의 경우 가마쿠라 말기에 말을 방목하는 목장이 있는 곳을 영지로 소유하고 있었고 이 말을 바닷길로 수송할 경우 규슈에서 동중국해를 가로질러서 본토에 이르는 루트가 아니라 이키-쓰시마를 거쳐 고려 연안부를 섬과 섬을 오가며 건너는 단거리 연안 항로 루트를 이용한다면 5백 척의 대규모 선단으로 1,600필에 이르는 말의 대량 수송도 가능한 일이라고 지적하였다.
아지발도의 무장에 대해 "얼굴까지 갑옷을 입어 쏠 만한 틈이 없었다"고 한 기록에 대해서도 당시 일본의 갑옷에 턱과 목을 가리는 보호구는 있었어도 얼굴까지 가리는 보호구는 16세기 후반에 들어서야 등장한다는 지적도 있다(다만 "구리로 만든 가면을 얼굴에 썼다"고 한 묘사 자체는 이미 북송 시대의 장수였던 적청의 기록에 등장한다).
당시 왜구는 황산이라는 산악 지형을 이용해서 농성하면서 산길로 진군하는 이성계를 기병으로 기습하는가 하면, 아지발도는 말을 타고 활을 쏘는 이성계 등 고려군에 맞서 백마를 타고 창을 휘두르며 싸웠는데, 이는 일본 남북조 시대 아쿠토(惡黨)라 불리던 반정권적 무장 집단의 전법과도 비슷하다는 점이 지적된다. 그 무렵 일본의 전투 형태는 가마쿠라 시대까지의 평탄한 지형에서 전개되는 기사전(騎射戰) 중심이었던 것에서 벗어나 남북조 시대에 이르러 복잡한 지형과 바위, 수목 등을 전투 조건에 포함시키는 산악에서의 게릴라전, 공성전, 농성전으로 변화하였고, 무기도 칼의 휘임각이 줄고 창을 사용하게 되는 등 사용 무기 및 전술의 변화가 드러나며 황산 전투 당시 왜구의 전투 방식 및 아지발도의 모습에서도 그런 면을 찾아볼 수 있다는 것이다.

## 아기장수 설화와 아지발도
한국의 대표적인 민중적 영웅에 대한 전설인 아기장수 전설은 한반도 전역은 물론 중국의 조선족(재중동포) 사회에까지 널리 발견되며 조동일 이후 이 설화에 대한 많은 연구가 있어 왔다. 아기장수 설화는 대표적인 '실패한 민중영웅'의 서사로서 한국 국문학계에서는 '성공한 영웅설화'인 건국신화와 비교되기도 한다. 국문학자 최래옥은 각지에 퍼져 있는 아기장수 설화의 내용과 구조를 유형화하여 다음과 같이 정리하였다.
1. 옛날 어느 곳에 한 평민이 살았는데 산의 정기를 받아서 겨드랑이에 날개(비늘)가 있고 태어나자 이내 날아다니고 힘도 센 장수 아들을 기적적으로 낳았다(출생).
2. 그런데 부모는 이 아기장수가 크면 장차 역적이 되어서 집안을 망칠 것이라고 해서 아기장수를 돌로 눌러 죽인다(1차 죽음).
3. 아기장수가 죽을 때 유언으로 콩 다섯 섬과 팥 다섯 섬을 같이 묻어 달라고 하였다(재기)
4. 얼마후 관군이 와서 아기장수를 내놓으라고 하여 이미 부모가 죽었다고 하니 무덤을 가르쳐 달라고 하는 것을 그 어머니가 실토하여 가 보았더니 콩은 말이 되고 팥은 군사가 되어 아기장수가 막 일어나려고 하고 있었다. 그러나 그만 관군에게 들켜서 성공 직전에 죽임을 당하였다(2차 죽음).
5. 아기장수가 죽은 뒤 아기장수를 태울 용마가 근처의 용소에서 나와서 주인을 찾아 울며 헤매다 용소에 빠져 죽었다(증시)

대체로 이와 같은 뼈대에서 다른 화소가 더하거나 빠지거나 해서 설화 구조가 형성되며 1차 죽음 단계에서 끝나는 경우도 있고 관군에 진압되는 과정도 다양하게 나타나는데, 서사 속에서 아기장수에게 2차 죽음을 가하는 관군의 존재로 실존 인물이 등장하는 경우가 있으며 그 실존 인물 가운데 한 명이 바로 이성계이다. 아기장수 설화 가운데 이성계가 등장하는 형태의 설화는 보통 '우투리 설화'로 대표되며 주로 경남 함양, 전남 구례, 남원 등 실제 역사에서 이성계가 황산대첩을 거둔 현장인 지리산 일대에서 주로 나타나고 지역에 따라 '둥구리'로도 불리는 등 주인공의 이름이나 내용에도 차이를 보이지만 기본적인 구조는 아기장수 설화의 틀을 유지하고 있다.
정영현은 고려인들이 왜구 장수에게 붙인 '아지발도' 즉 '아기장수'라는 명칭은 한국의 아기장수 설화와 깊은 관련이 있으며, 실존 인물인 아지발도(라 고려인들이 불렀던 왜구 장수)가 남원 지역의 우투리(둥구리) 설화 형성에 영향을 주었다는 직접적인 증거가 없기는 하지만 ①아지발도에게 '아기장수'라는 의미의 이름이 붙고 ②설화 속에서 둥구리가 이성계에게 죽게 되는 사건은 시간적, 공간적으로 동일한 지역에서 일어났다는 점으로 미루어 서로 어떤 연관성을 가지고 일어났음을 상정해 볼 수 있다고 하였다.
다만 실제 남아 있는 사료들을 보아도 약탈, 납치, 파괴로 일관되어 고려의 관민들에게 많은 피해를 입혔던 왜구에 대해 당시 고려인들은 지배층, 피지배층을 막론하고 지극히 부정적인 시각을 가지고 있었을 것은 쉽게 추측하기 쉽다. 당장 아지발도가 거느린 왜구만 해도 고려 내륙을 돌며 관군은 물론 백성에 대해서까지도 무차별적인 살육을 일삼았다. 이들의 악행을 전하는 한국의 관련 사료들은 적장이자 침략자, 가해자인 아지발도라는 왜구 장수가 거느린 군단의 잔인성뿐 아니라 아지발도 개인의 무장으로서의 뛰어난 모습에 대한 어느 정도의 인정도 담고 있는데, 지배층에게 있어서는 기본적으로 아지발도를 칭찬함으로써 그런 아지발도를 쓰러뜨린 국조 이성계의 위대함을 더욱 강조하려는 의도가 있었다고 할 수 있다.
민중의 입장에서 젊고 용모와 무용이 뛰어났다고 한들 자국을 침략하러 와서 민중에 대한 약탈을 일삼는 '이방인'이자 ‘침략자’인 아지발도에게 ‘민중 영웅’으로 일컬어지는 아기장수의 이미지를 투영시키는 것이 가능한가의 문제에 대해, 정영현은 '침략자'인 아지발도에게 '민중영웅' 아기장수를 투영시킨다는 발상은 기록에 등장하는 이른바 '가왜'(假倭) 혹은 '부왜인'(附倭人)과 같은 일탈이나 아노미적인 상황으로는 해석할 수 없고, 고려 백성들이 아지발도 자체를 긍정적인 인물로 보았다거나 왜구 전체에 대해 어떤 기대감을 품었다는 식으로 일반화하여 생각할 수도 없다고 선을 그으면서도, 조선의 유교 사회에서 아기장수 설화 속 아기장수는 질서를 파괴하는 안티히어로(반영웅)적인 영웅으로 간주되어 기존 지배 체제를 뒤엎으려다 실패하는 설화 속 아기장수의 이미지를 약탈과 살육을 일삼던 악인 아지발도에게 투영시키는 것에 대한 윤리적 차원에서의 제동은 없었을 것이라고 해석하였다.

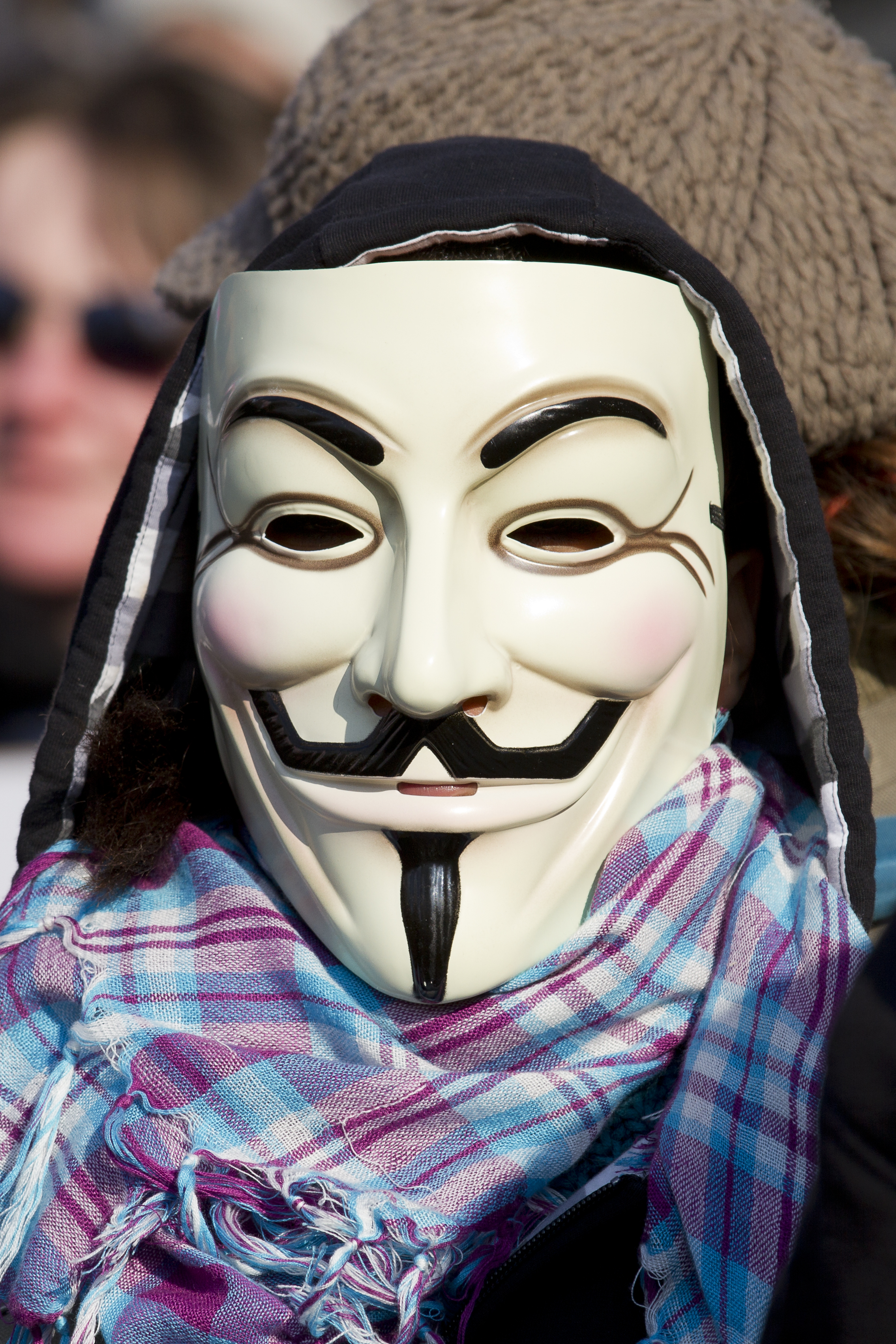
2012년 툴루즈에서 ACTA에 반대하는 시위자가 착용한 가이 포크스 가면. 화약 음모 사건의 주동자였던 가이 포크스는 그 자신의 개인적인 인품, 행적이나 의도와는 상관없이 '정부 전복을 꾀했다'는 것으로 민중들 사이에 ‘정부 권력에 맞서는 저항’의 상징으로 자리잡게 되었다.

고려 말기 권문세족의 토지 겸병과 조세 및 요역의 문란에 정부 지배력이 약화되고 왜구 침략과 그에 따른 군제 개편 등으로 인해 갈수록 피폐해지는 삶 속에서 고려 민중들은 지배층(고려 조정)에 대한 불만이 가득한 와중에 그 지배층의 군대와 맞서 그들을 짓밟고 승승장구하는 아지발도의 모습에서 어떤 '대리만족'을 느꼈거나, 여말선초에서부터 조선 왕조의 5백여 년 치세를 거쳤을 설화 전승 과정 속에서 도덕적 정당성이나 민중의 지지가 아니라 군사 쿠데타를 통한 찬탈이라는 불법적인 수단으로 고려를 무너뜨리고 새로운 왕조의 창업주가 된 이성계라는 인물에 대한 부정적인 감상, 나아가 새로운 왕조가 들어선 뒤에도 삶이 그다지 나아지지 않고 더 피폐해지는 것에 대해 지배 계층에 대한 민중의 불만이 고조될 때마다 자신들을 지배하는 왕조를 부정하고 그 왕조의 창업주인 이성계와 대립했다가 실패한 '반영웅'(안티히어로) 아지발도를 '실패한 반영웅' 우투리 설화와 같은 형태로 되새겨 보면서 아지발도라는 침략자에게 아기장수라는 민중영웅의 모습을 투영시키는 것이 가능하였다는 것이다.

## 아지발도가 등장하는 작품
소설
- 서권 《시골 무사 이성계 - 운명을 바꾼 단 하루의 전쟁》 다산책방, 2012
- 표성흠 《목화 - 소설 문익점》 산지니, 2014
- 김창식 《독도와 청자》 생각나눔, 2015

드라마
- KBS 《개국》(1983년~1983년) - 배우: 백준기
- KBS 《정도전》(2014년~2014) - 배우: 서건우

창극
- 《이성계, 해를 쏘다》(2016년, 대본 곽병창 연출 김홍승) - 전라북도 도립국악원 개원 30주년 기념 대표 공연이자 전북도립국악원 창극단의 제49회 정기 공연이었다. 극중 아지발도 역은 유지준이 맡았다.

왜구와 그 수장 아지발도와의 전투 즉 황산대첩은 고려라는 한 국가뿐 아니라 무장 이성계에게 있어서도 하나의 전기가 된 사건이었고, 이 전공을 통해 떨치게 된 무명(武名)은 이성계가 훗날 조선 왕조를 창업하는데 있어 하나의 밑거름이 되었다. 그전까지 이성계는 동북면에 기반을 두고서 고려 조정의 두 차례에 걸친 요동 정벌에 참전하고 요동의 나하추를 상대로 전승을 거두거나 덕흥군의 난(최유의 난)을 진압하는 등 주로 북방 지대에서 활동하며(1362년 홍건적을 개경에서 격퇴한 것은 제외) 중앙 정계에서는 그다지 두각을 드러내지 못하고 있었다. 1377년과 1380년 대대적인 왜구의 침입으로 고려군이 수세에 몰린 상태에서 이성계의 가별치(사병) 집단이 남쪽의 작전에 동원되고 황산대첩을 통해 그 작전을 최종적인 승리로 이끈 것은 그가 고려 정계의 중앙 무대에서 뚜렷한 위치를 가지게 되는 계기가 된다. 이후 이성계의 무공을 언급하는 기록에서 황산대첩은 빠지지 않았고, 그와 함께 이성계의 무공을 현창하기 위한 트릭스터적인 존재로써 왜구와 그 수장인 아지발도 역시 크게 부각되게 되는 것이다.
조선 초기 세종이 창제한 훈민정음으로 조선 왕조 창업의 정당성을 노래한 《용비어천가》의 제50장부터 52장은 모두 황산대첩, 그리고 아지발도를 쳐서 이긴 조선 태조 이성계의 무공을 찬미하는 것으로, 《고려사》 및 《태조실록》으로부터 소재를 얻은 것이다. 특히 51장 「置陣이 ᄂᆞᆷ과 다ᄅᆞ샤 아ᅀᆞᄫᅩᄃᆡ 나ᅀᅡ오니 믈러가던덴 목숨 ᄆᆞᄎᆞ리ᅌᅵᆺ가」(태조의 군진이 남다름을 뻔히 알고도 나섰으니 물러간다고 제 목숨을 보전하겠는가)와 52장 「請으로 온 예와 싸호샤 투구 아니 밧기시면 나랏 小民을 사ᄅᆞ시리ᅌᅵᆺ가」(왜구들이 장군으로 초청해 데려온 아지발도와 싸우면서 태조가 그의 투구를 활로 쏘아 벗기지 않았다면 나라 백성이 살 길이 있었겠는가)은 아지발도의 발언 및 이성계와의 전투에서 그가 전사하던 순간을 직접적으로 묘사하고 있다.

## 같이 보기
- 왜구
- 황산대첩
- 아기장수 우투리

## 참고 자료

### 도서
- 김상기(1961) 《고려시대사》(高麗時代史) 동국문화사
- 松岡進(1966)『瀬戸内水軍史』瀬戸内海文化研究所
- 朝尾直弘 외(1987) 『日本の社會史 第1卷 <列島內外の交通と國家>』 岩波書店
- 남원시 편(1998) 『남원의 마을유래』
- 新井孝重(1990) 『中世悪党の研究』吉川弘文館
- 이영(2011) 《왜구와 고려· 일본 관계사》도서출판 혜안

### 논문
- 田中義成(1910)「倭寇と李成桂」『歷史地理』
- 網野善彦 「日本中世における海民の存在形態」『社会経済史学』36-5(1971)
- 나종우(1980) 「고려말기(高麗末期)의 여·일관계(麗日關係)」《전북사학》(全北史學)
- 高橋公明「中世東アジア海域における海民と交流」,『名古屋大学文学部研究論集』史学 33, 1987.9
- 『한국 문화 속의 노구와 마고』연구보고서, 2008년
- 정영현 「倭寇 ‘阿只拔都’의 명칭과 고려 民의 시각」《한국민족문화》Vol.58, 2016년

### 설명
1. ↑  조선 중기 류몽인이 광해군 3년(1611년) 사직하고 고향 고흥으로 물러나 있을 때 지리산을 유람하고 쓴 유두류산록(遊頭流山錄)에는 아지발도가 고려를 침공할 당시 그 나라(일본)의 참위서(讖緯書)에서 “황산(荒山)에 이르면 패하여 죽는다.”라는 말이 있었고 이를 들은 아지발도가 산음(山陰) 땅에 위치한 ‘황산’(黃山)을 피해 운봉 땅을 약탈한 것이었다(《어우집》 후집 제6권, 잡치 유두류산록遊頭流山錄)는 언급이 있어, 피바위 전설에 등장하는 화소 가운데 하나인 황산이라는 이름의 지명에서 아지발도가 절명할 것이라는 예언이 있었다는 전설이 소개되어 있다.
2. ↑  나아가 이영은 본인 스스로도 확실한 사료가 없어서 단순한 추정에 지나지 않는다고 강조하면서도 쓰시마의 토종 말인 다이슈바(對州馬)가 왜구 집단이 가지고 있던 말의 정체였을지도 모른다는 견해를 비쳤다(이영, 같은 책, 도서출판 혜안, 2011, 214쪽).
3. ↑  황산 전투에서 살아남은 왜구 패잔병들은 그해 겨울을 지리산에서 보내고 이듬해 4월에 광주 무등산에 들어와, 규봉사 바위 사이에 목책을 세우고 이을진이 이끄는 고려군에 맞서 농성을 벌였는데, 이 목책은 "삼면이 높은 절벽으로 되어 있고 오직 작은 길만 나 있어 겨우 사람 하나 지나갈 수 있을 정도였다"(《고려사》권제134, 열전47, 신우 7년 4월 기사)고 한다.
4. ↑  '우투리'는 '웃도리'와 통하며 '윗몸'을 지칭한다. '둥구리'는 몽골어로 '하늘'을 뜻하는 '텡그리'에서 유래한 것으로 파악되고 있다(최래옥 《한국구비문학론》 제이앤씨, 2009). 대체로 윗사람 혹은 우두머리 정도의 의미를 가지는 것으로 보고 있다(정영현 「倭寇 ‘阿只拔都’의 명칭과 고려 民의 시각」《한국민족문화》Vol.58, 2016년, 220쪽).
5. ↑  후대의 창작 소설인 《임진록》 등에서 조선을 침략한 도요토미 히데요시에 대해서도 "13삭만에 태어나 황룡의 태몽을 얻었으며 나이 17세가 되자 기골이 장대하고 지모가 남달랐다"고 미화하고 있는데(소재영, 장경남 역주 《임진록》 고려대학교 민족문화연구소, 1993, 19~23쪽) 《임진록》은 어디까지나 허구의 소설로 실제 역사에서 도요토미 히데요시는 결코 풍채가 뛰어난 인물이 아니었으며 일반적으로 그의 외양에 대해서는 '왜소한 체구에 원숭이를 닮았다'는 식으로 묘사되고 있는데(池淳 '도요토미 히데요시상의 창출' 한일관계사학회/동북아역사재단 편 《전쟁과 기억 속의 한일관계》 경인문화사, 2008) 그럼에도 수십만 대군을 이끌고 타국을 침략할 정도의 카리스마적인 인물이라면 그에 걸맞은 위엄과 풍모를 가졌을 것이라는 막연한 생각으로 자국을 침략하고 수많은 인명을 살상한 부정적인 감정의 대상일 히데요시에게도 그와 같은 묘사를 남기는 것이 가능하였다(정영현, 앞의 논문 《한국민족문화》Vol.58, 2016년, 227쪽).
6. ↑  민중의 염원이 투영되어 있기는 하지만, 설화 속에서 아기장수의 역할은 지배층과 맞서 대립하며 '체제 전복'을 도모하고 지배층을 위협하는 정도가 전부이지, 체제 전복 이후의 새로운 사회에 대해 어떠한 긍정적인 포부를 내놓는 사례를 찾아 볼 수 없는 등 특별히 선한 인물으로 그려지지는 않으며 선악을 딱 잘라 단정할 수 있는 어떠한 요소도 가지고 있지 않다.